# Telescaun

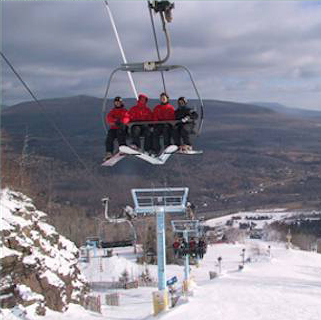
Telescaun într-o zonă de munte

Telescaunul este un mijloc de transport aerian cu tracțiune prin cablu, având scaune suspendate, destinat transportului de persoane. Este utilizat în special în zonele situate la mare altitudine, dar în ultimul timp este folosit și în transportul urban.

## În România
Telescaune se găsesc la: Vatra Dornei, Păltiniș, Baia Sprie, Poiana Brașov, Predeal, Muntele Mic, Sinaia, Gura Humorului (Șoimul), Bistrița, Coasta Benghii, Vidra, Rânca (Păpușa), Piatra Neamț, Vârful Buscat (Băișoara), Aușel (Șureanu), Văliug (Casa Baraj), Piatra Grăitoare (Arieșeni), Borșa, Petroșani.

### Gura Humorului
Telescaunul de la Gura Humorului are în componența sa 97 de scaune cu câte 4 locuri, capacitatea orară de transport fiind de circa 1200 persoane. Lungimea instalației măsoară 1.332 metri; altitudinea la bază - 477 metri; altitudinea la vârf - 762 metri. Viteza maximă de 2,3 m/s.
Pârtia Șoimul 1 este marcată cu bulina neagră (nivel de dificultate: greu), putând fi practicată numai de schiori experimentați sau însoțiți de monitorul de schi. Pârtia Șoimul 2 măsoară aprox. 500 m lungime; este o pârtie special amenajată pentru începători. 
Complexul beneficiază de 6 tunuri de zăpadă artificială din care: 5 tunuri Techno Alpin M18 achiziționate în anul 2009 (temperatura 
maximă de pornire -5° C) și un tun Techno Alpin TF10 achiziționat în anul 2016 (temperatura maximă de pornire -3° C).

### Vatra Dornei
Telescaunul de la Vatra Dornei are 120 de scaune cu câte două locuri și urcă până la cota de 1300 de metri. În timpul urcării se pot observa Munții Rodnei și Munții Călimani. Lungimea sa este de 3200 de metri, iar nivelul de dificultate este mediu.

### Baia Sprie
Lungimea traseului telescaunului din Baia Sprie, ce se mai numește și telescaunul Șuior, este de 1500 de metri; altitudinea de plecare este de 665 metri, spre deosebire de cea de sosire, de 971 metri (diferența de nivel este de 306 metri). Capacitatea de transport este de 1200 de persoane pe oră. Aici mai există un telescaun numit Mogoșa.